# Cyclocross Leuven
Le Cyclocross Leuven (en français Cyclo-cross de Louvain) est une compétition de cyclo-cross disputée annuellement à Louvain, en Belgique, dans la province du Brabant flamand. 
La première édition s'est déroulée le 30 décembre 2011, remplaçant le Cyclocross Tervuren dans le challenge Fidea Classics. Depuis la saison 2012-2013, cette course est intégrée au challenge SOUDAL Classics.
Le parcours est situé sur le domaine militaire de Heverlee.

## Palmarès

### Hommes élites
| Année    | Vainqueur            | Deuxième               | Troisième              |
| -------- | -------------------- | ---------------------- | ---------------------- |
| 2011     | Sven Nys             | Rob Peeters            | Francis Mourey         |
| 2012     | Niels Albert         | Kevin Pauwels          | Sven Nys               |
| 2014     | Sven Nys             | Kevin Pauwels          | Tom Meeusen            |
| 2015     | Mathieu van der Poel | Tom Meeusen            | Kevin Pauwels          |
| 2016     | Toon Aerts           | Tom Meeusen            | Vincent Baestaens      |
| 2017     | Mathieu van der Poel | Kevin Pauwels          | Laurens Sweeck         |
| 2018     | Corné van Kessel     | Clément Venturini      | Michael Vanthourenhout |
| 2019     | Toon Aerts           | Tom Meeusen            | Lars van der Haar      |
| 2020 (1) | Toon Aerts           | Michael Vanthourenhout | Lars van der Haar      |
| 2020 (2) | Laurens Sweeck       | Toon Aerts             | Michael Vanthourenhout |
| 2021     | Laurens Sweeck       | Tom Meeusen            | Felipe Orts            |

### Femmes élites
| Année    | Vainqueur         | Deuxième             | Troisième                  |
| -------- | ----------------- | -------------------- | -------------------------- |
| 2011     | Marianne Vos      | Daphny van den Brand | Sophie de Boer             |
| 2012     | Sanne Cant        | Amy Dombroski        | Ellen Van Loy              |
| 2014     | Marianne Vos      | Sanne Cant           | Nikki Harris               |
| 2015     | Sabrina Stultiens | Ellen Van Loy        | Jolien Verschueren         |
| 2016     | Sophie de Boer    | Sanne Cant           | Ellen Van Loy              |
| 2017     | Katherine Compton | Sophie de Boer       | Ellen Van Loy              |
| 2018     | Loes Sels         | Thalita de Jong      | Ceylin del Carmen Alvarado |
| 2019     | Denise Betsema    | Loes Sels            | Annemarie Worst            |
| 2020 (1) | Denise Betsema    | Annemarie Worst      | Sanne Cant                 |
| 2020 (2) | Ceylin Alvarado   | Denise Betsema       | Lucinda Brand              |
| 2021     | Anna Kay          | Ellen Van Loy        | Laura Verdonschot          |